# 明天別再來敲門
《明天別再來敲門》（瑞典語：En man som heter Ove）是一部瑞典剧情片，2015年12月25日在瑞典上映。由汉内斯·霍尔姆执导和编剧，改编自作家弗雷德里克·贝克曼2012年的同名小说。主角欧维由洛夫·拉斯加德饰演。电影在第51届金甲虫奖获得六个奖项提名，赢得最佳男主角和最佳化妆两个奖。入围了第89屆奧斯卡金像獎最佳外语片和最佳化妆与发型设计奖。

## 剧情
59岁的欧维（Ove Lindahl，洛夫·拉斯加德饰演）是居住社區聯排住處的喪偶鰥夫，小镇邻居對他的印象，是每天绷着脸和有自杀倾向，不近人情的男子。曾經擔任鄰里協會主席的欧维，被原本身為好友的盧恩 (Rune) 接替了他的位置，但後來盧恩因中風而癱瘓，由他的妻子安妮塔照顧。欧维的妻子索尼婭是一名學校教師，但隨著妻子罹患癌症在六個月前逝世，這讓欧维陷入了憂鬱之中。欧维在同一家公司工作了 43 年，然而他被迫從公司退休。
有一天，来自伊朗的女性帕瓦内（巴哈·帕斯饰演）偕同家人（瑞典籍丈夫帕特里克，還有夫妻倆的孩子）搬进欧维对面的房子，而他们的车撞掉了欧维的邮筒，反而成为一段难以解释的友情开始，阻止了當時正準備上吊尋短的欧维，卻也掀开了他对世界的善意。
歐維在某次嘗試尋短的過程中，回憶起了自己的童年時光：歐維兒時喪母，跟著個性內向、任職火車公司機械師的父親生活。他的父親與在火車站擔任兼職的歐維分享了攸關發動機的知識。歐維由於在學校的考試獲得優異的成績，向父親報告了這項好消息，結果他的父親急於傳播這個消息，在沒有採取適當安全防護措施的情況下，被火車撞死了。
時間點回到現在，歐維這次準備使用一氧化碳中毒的方式讓自己死去，他獨自坐在發動的汽車裡，再次回憶起他剛開始在火車公司任職時的經歷：當地議會的兩名男子（歐維稱他們為“白衫軍”）來到了當時年輕的歐維的家，宣布拆除歐維的住宅，歐維不予理會，逕自為這棟房子進行修繕。然而在某個夜晚，他鄰居的房子著火了：歐維趕來營救，成功救了兩個人，但火災噴射的火花導致歐維的房子著火，而白衫軍則出於拆除歐維住宅的私心刻意阻撓救火，讓歐維的住宅毀於火災。因為火災無家可歸的歐維只能睡在上班的火車上，當他醒來時，發現一位年輕女子索尼婭坐在他對面。歐維對索尼婭一見傾心，每天早上都乘坐同一趟早班火車，希望她能再次出現。三週後，索尼婭接受歐維的追求，他們開始約會，索尼婭還勉勵歐維重返學校接受教育，最終歐維從學校畢業獲得了工程學位。
時間點再次回歸現在，歐維的自殺計劃，被奮力敲打著他的車庫門的帕瓦内中斷，原因是帕特里克發生意外事故，帕瓦内極需歐維駕車載著她與兩個女兒塞皮德和納薩寧前往醫院。歐維駕車關照期間關照著母女三人，直到他引起一場騷亂，被迫留在外面。隨後歐維前往火車站，原本他準備藉著跳到火車前面、讓火車撞上自己結束自己的性命，結果意外發現站台上的另一個人暈倒並跌落在鐵軌上，最終歐維打消了撞火車自盡的計劃，救了跌落在鐵軌的當事者。
帕瓦内請求歐維教她開車，歐維最終同意了，他還改變原先認為收養療浪貓徒增麻煩的想法，收養了這隻經常出現在附近的流浪貓。這次他向帕瓦内講述了他過去與盧恩的往事：毆維與盧恩原先是交情很好的友人，他們共同製定鄰里規則和秩序，歐維擔任鄰里協會董事會主席，魯恩擔任副主席。但隨著盧尼表明自己喜歡的汽車廠牌不同於歐維，魯尼組織了一場“政變”，取代了歐維成為繼任鄰里協會董事會主席。這時，歐維也開始和他新飼養的貓建立感情。歐維親自修理了從鄰居阿德里安那裡沒收的一輛自行車，將其歸還給阿德里安，阿德里安與另一位名叫米爾薩德的年輕人在一家烤肉店工作。歐維注意到米爾薩德的眼妝，想理解後者是否是“那些同性戀中的一員”，但並沒有迴避他。
儘管歐維與鄰居的關係有所改善，但他還是與兩名試圖強迫魯恩搬進療養院的“白衫軍”發生了爭執。歐維這次準備使用獵槍射殺自己，沒想到被阿德里安和米爾薩德按響門鈴的舉動打斷，阿德里安向歐維說明道，米爾薩德因為向家人出櫃坦承自身性向，被逐出了家門，需要一個地方落腳。歐維雖然很不情願，但還是讓米爾薩德暫時待在家裡過夜。
後來，歐維和帕瓦内談話中聊起有關索尼婭的事情：歐維和索尼婭結婚後，索尼婭曾經一度懷孕，她想在孩子出生之前去度假，於是夫妻倆乘坐旅遊巴士前往西班牙，不料夫妻倆在搭乘旅遊巴士回程途中發生了事故，索尼婭在這次事故中不幸流產，還因為承受了其他傷害，迫使她必須仰賴輪椅行動：索尼婭因此無法再繼續從事教師的工作。歐維向當地政府請求修建輪椅坡道，但被政府無視，轉而趁夜在索妮婭任教的學校修建了一座輪椅坡道。時間點再次回歸現在，歐維忽然無預警的倒下，被送往醫院接受治療，他將帕瓦内列為他的近親。帕瓦内被告知歐維有心室肥大的症狀，但會活下來，她笑著告訴歐維，他很難接受死亡。帕瓦内分娩並生下了一個男孩，歐維向帕瓦内的女兒們贈送了禮物，她們暱稱他為「爺爺」。
歐維與帕瓦内一家成為至交，過著和睦的生活。幾個月後，帕瓦内在一場冬季風暴中醒來，發現向來守時的歐維竟然沒有清理被積雪掩蓋的道路，警覺事態有異，偕同丈夫帕特里克跑到歐維家察看，結果帕瓦内和帕特里克發現歐維已經獨自逝世，他的愛貓則伴隨在側。歐維在遺書中表示自己終於獲得平靜，還交代著希望舉行簡樸葬禮的遺願，結果事情發展出乎歐維、帕瓦内和帕特里克的預期：許多社區鄰居紛紛出席葬禮弔唁歐維。
故事尾聲，顯示歐維的靈魂在來世中甦醒，他搭上了來世的火車，與等候他的索尼婭重逢。

## 演员
- 洛夫·拉斯加德饰演欧维
- 巴哈·帕斯饰演帕瓦内，欧维的新邻居，来自伊朗的女人
- 菲利普·伯格饰演年轻时期的欧维
- 埃达·英格薇饰演索尼娅，欧维的妻子（年轻时）
- 托比亚斯·阿姆博瑞饰演派翠克，帕瓦内的丈夫

## 翻拍版本
- 《超難搞先生》（A Man Called Otto）

本片的好萊塢翻拍版本，由湯姆·漢克斯主演，於2022年上映。

## 评价
电影获得了广泛好评。烂番茄的「新鲜度」达92%和Metacritic综合得分为70分。《華盛頓郵報》、《芝加哥論壇報》和Rogerebert.com均给出了正面评价。